# Amerikanische Gleditschie
Die Amerikanische Gleditschie (Gleditsia triacanthos), auch Dreidornige Gledischie, Honigdorn, Lederhülsenbaum, Federbaum oder Falscher Christusdorn genannt, ist eine Pflanzenart in der Gattung der Gleditschien aus der Familie der Hülsenfrüchtler (Fabaceae).

## Beschreibung

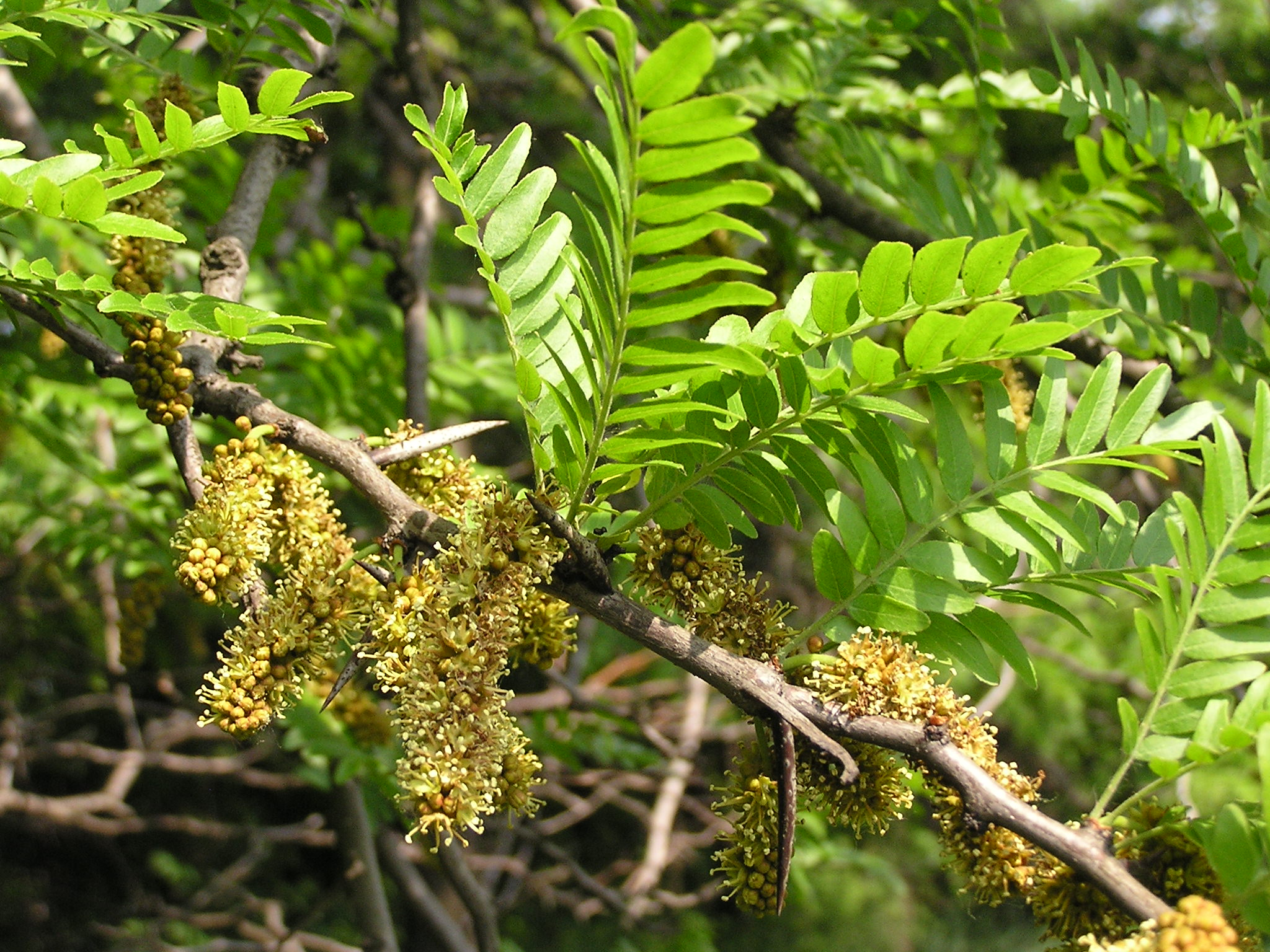
Amerikanische Gleditschie mit männlichen Blüten

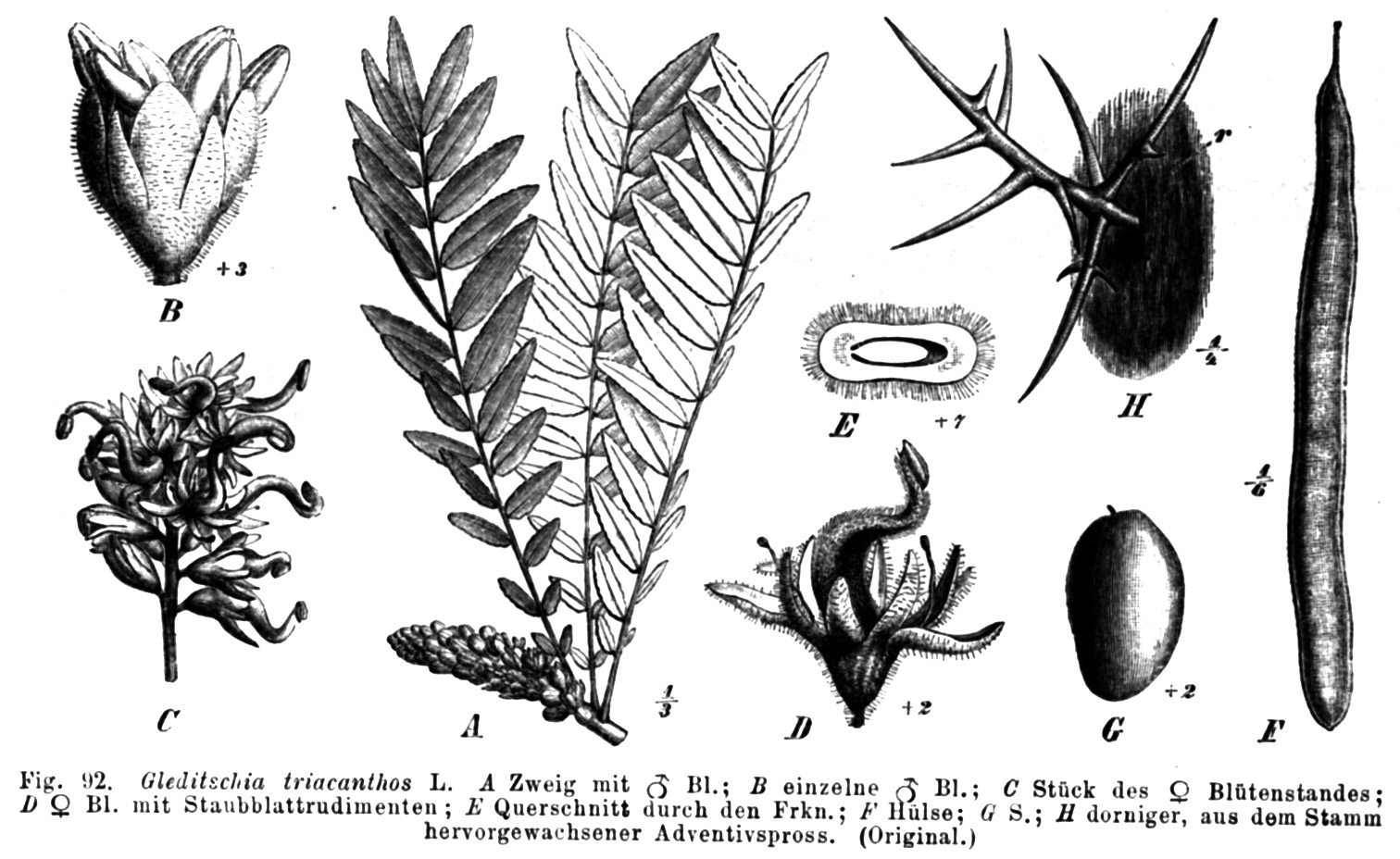
Gleditsia triacanthos Die natürlichen Pflanzenfamilien. Vol. III, 3. Abt., Engelmann, 1894

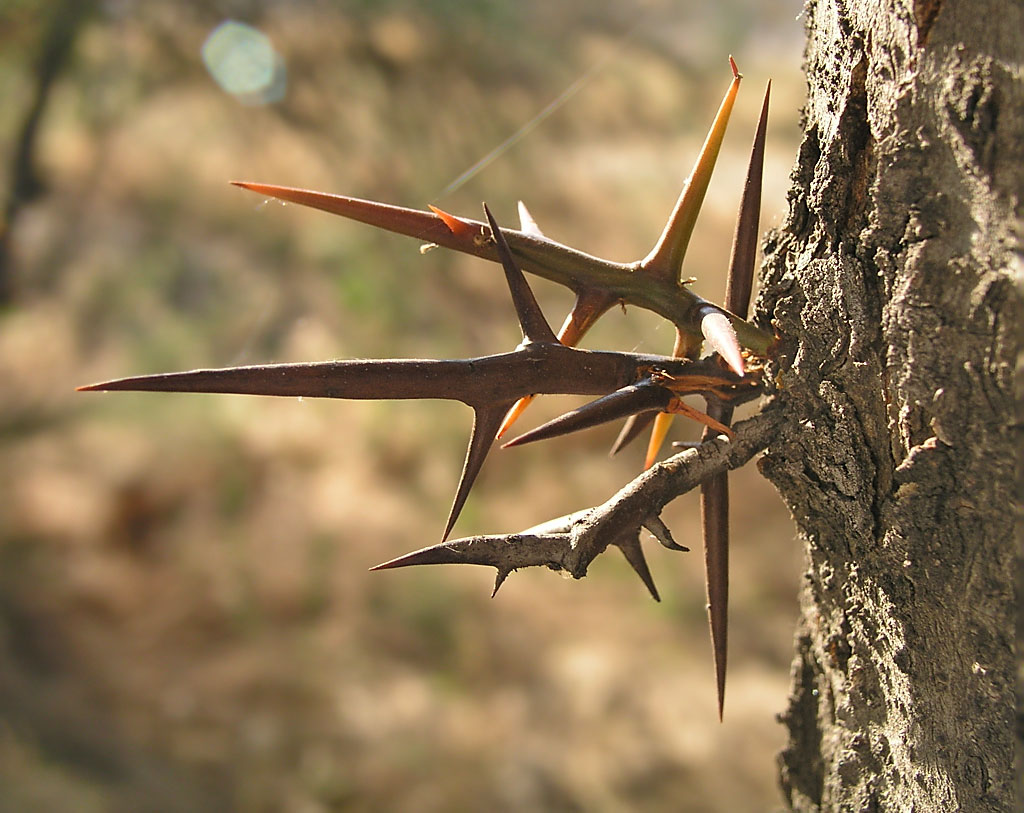
Dornen

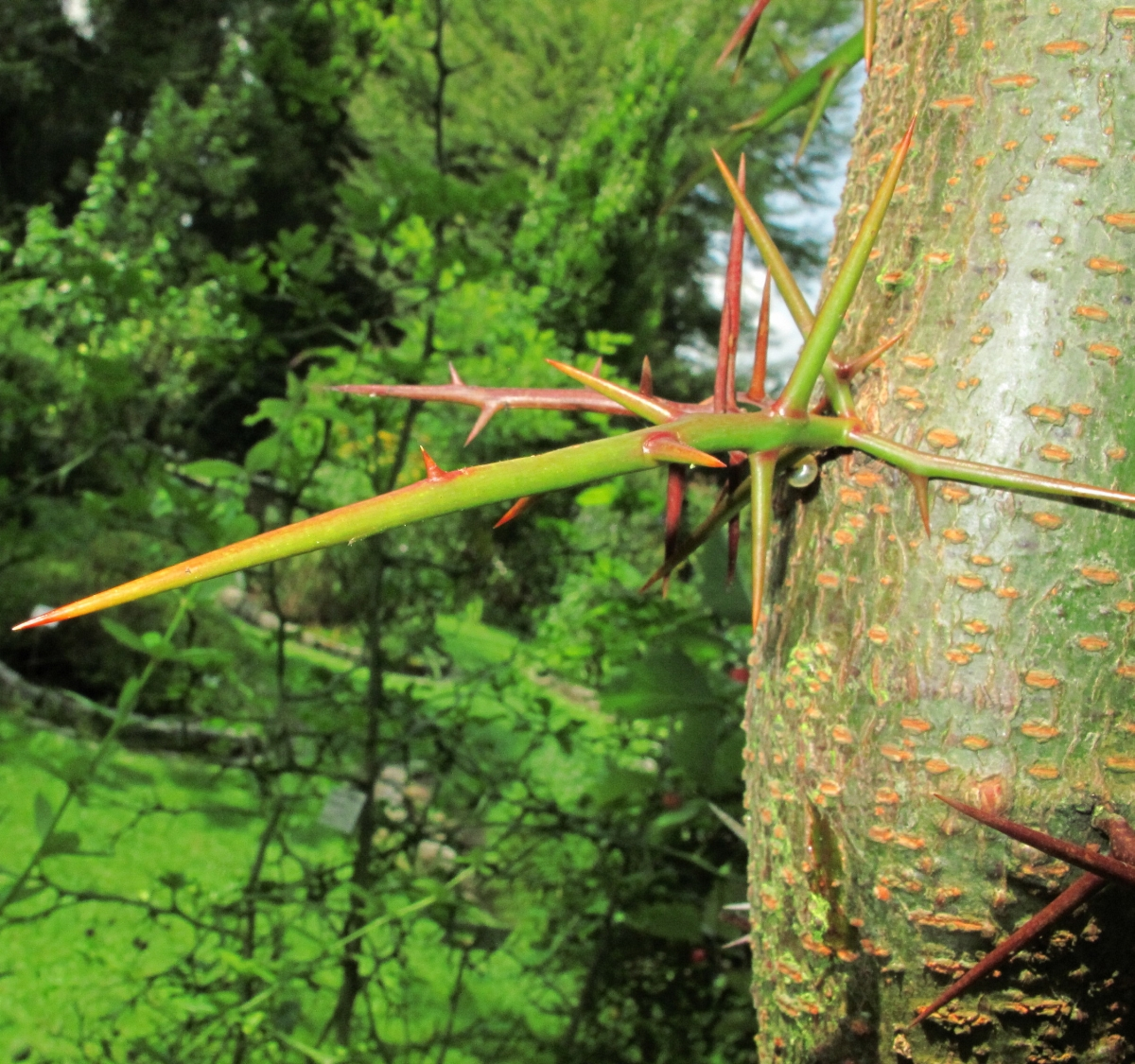
Dornenbewehrter Stamm

### Vegetative Merkmale
Die Amerikanische Gleditschie wächst als sommergrüner Baum und erreicht Wuchshöhen von bis zu 40 Metern. Sie bildet normalerweise eine trichterförmige Baumkrone aus. Der Stammdurchmesser erreicht über 1,5 Meter. Die Rinde ist graubräunlich, im Alter mit langen, flachen Längsrissen und flachschuppig. Der Stamm und die Zweige sind oft dornenbewehrt, manchmal erst im Alter, mit großen Büscheln starker, verzweigter oder einfachen grün-rötlich bis graubräunlichen und spitzigen Dornen, die bis etwa 18 cm lang werden, was zu der Bezeichnung „Falscher Christusdorn“ geführt hat. Die Zweige sind etwas hin- und hergebogen und haben meist drei Dornen an jeder Knospe.
Die gestielten, wechselständigen Laubblätter sind überwiegend einfach-, viele aber auch doppelt-gefiedert. Die einfach gefiederten Blätter sind bis 30 Zentimeter lang und haben 14 bis 28 schmaleiförmig bis -elliptische, feingekerbte und rundspitzige, abgerundete bis stumpfe Blättchen, die jeweils 2 bis 4 Zentimeter lang sind; ein Endblättchen fehlt meist. Die doppelt gefiederten Blätter besitzen 8 bis 14 Fiedern mit je 10–20 Blättchen. Ende Oktober bekommen die Laubblätter für kurze Zeit eine schöne goldgelbe Herbstfärbung.

### Generative Merkmale
Die aromatischen Blüten sind funktionell eingeschlechtlich oder zwittrig, sie sind einhäusig, es kann Andro-, Tri- oder Gynomonözie vorliegen, oder meist zweihäusig verteilt. Es sind männliche und einige mit zwittrigen Blüten gemischte Blütenstände auf männlichen Pflanzen oder es sind weibliche und einige mit zwittrigen Blüten gemischte Blütenstände auf anderen Zweigen oder auf anderen, weiblichen Pflanzen vorhanden. Die Dornen können sich manchmal in Blütenstände umwandeln.
Die kleinen, radiärsymmetrischen, grünlichen Blüten der Amerikanischen Gleditschie sind in traubigen Blütenständen locker verteilt angeordnet.
Die vielblütigen männlichen Blütenstände sind bis ca. 13 cm lang. Die männlichen Blüten sind etwa 5 mm groß und haben vier bis fünf Kronblätter und bis zu 10 Staubblätter. Der feinhaarige Kelch am becherförmigen Blütenbecher, besitzt vier bis fünf elliptisch-lanzettlichen Lappen. Der Stempel ist rudimentär oder fehlt in den Staminatenblüten. Die weiblichen, bis etwa 9 cm langen Blütenstände, enthalten wenige vier- bis fünfzählige Blüten. Der grün-weiße, mittelständige Stempel ist filzig mit kopfiger, gelb-grünlicher Narbe, der längliche, abgeflachte Fruchtknoten ist fast sitzend. Die Staubblätter sind viel kleiner in den weiblichen Blüten und abortiv.
Auffälliger sind dagegen die schmalen, länglichen und abgeflachten, ledrigen, nicht öffnenden Hülsenfrüchte, die im Herbst und Winter von den Bäumen herabhängen. Die etwa 25 cm (in warmen Lagen auch bis zu 50 cm) langen und 2,5 bis 4 cm breiten Hülsenfrüchte sind oft unregelmäßig verdreht und oft wellig oder sichelförmig, bogig, sie verfärben sich bei Reife rot- bis dunkelbraun. Sie können – eingebettet in eine breiige, süßliche Pulpa – bis zu mehr als 25 ziemlich hartschalige Samen enthalten. Die glatten und hell- bis dunkelbraunen, elliptischen bis eiförmigen, abgeflachten Samen sind etwa 8–10 mm lang und 6,5–7,5 mm breit. Die Tausendkornmasse beträgt etwa 160–220 Gramm.

### Chromosomenzahl
Die Chromosomenzahl beträgt 2n = 28.

## Fotos

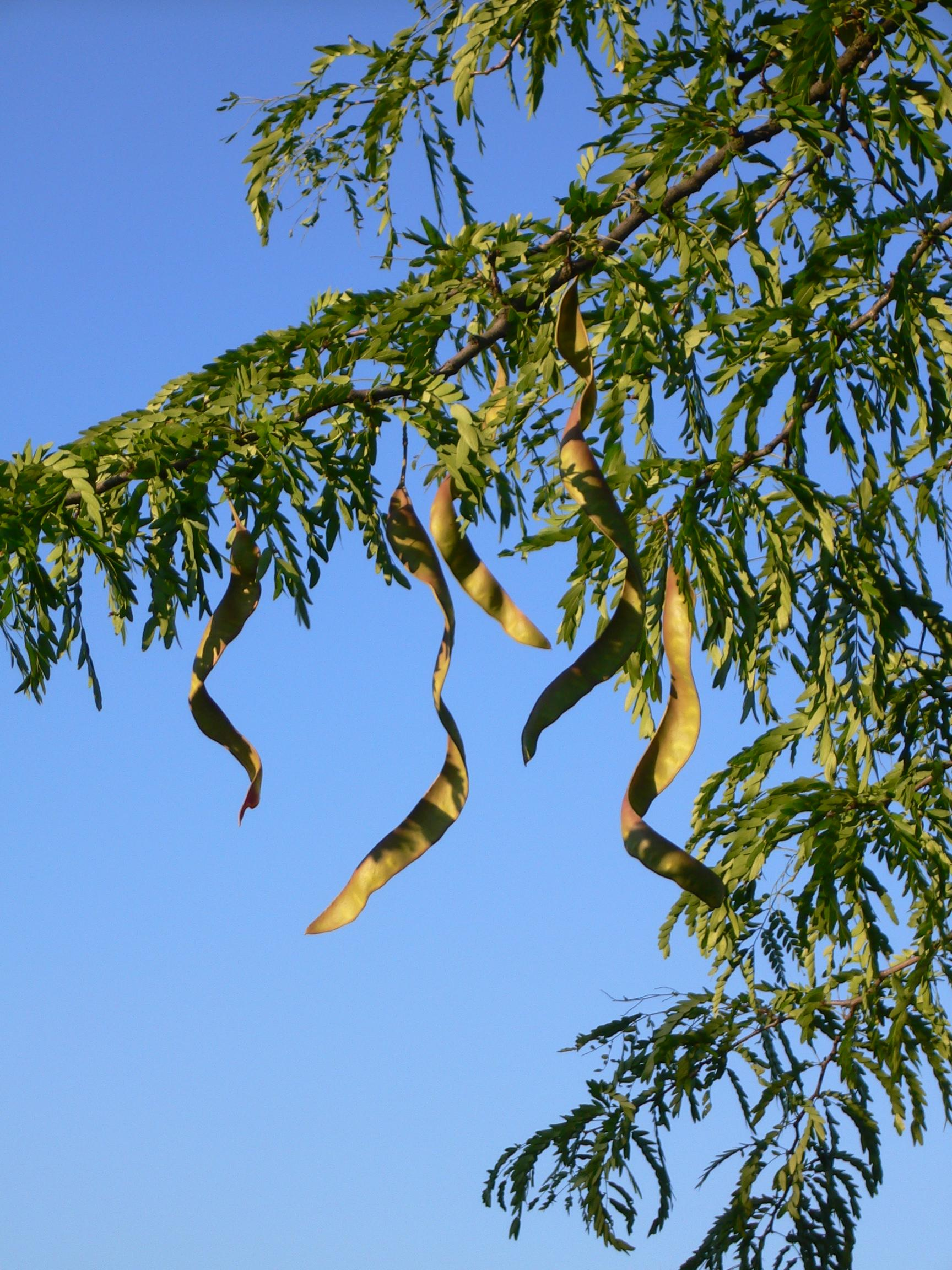
Zweige mit noch unreifen Hülsenfrüchten
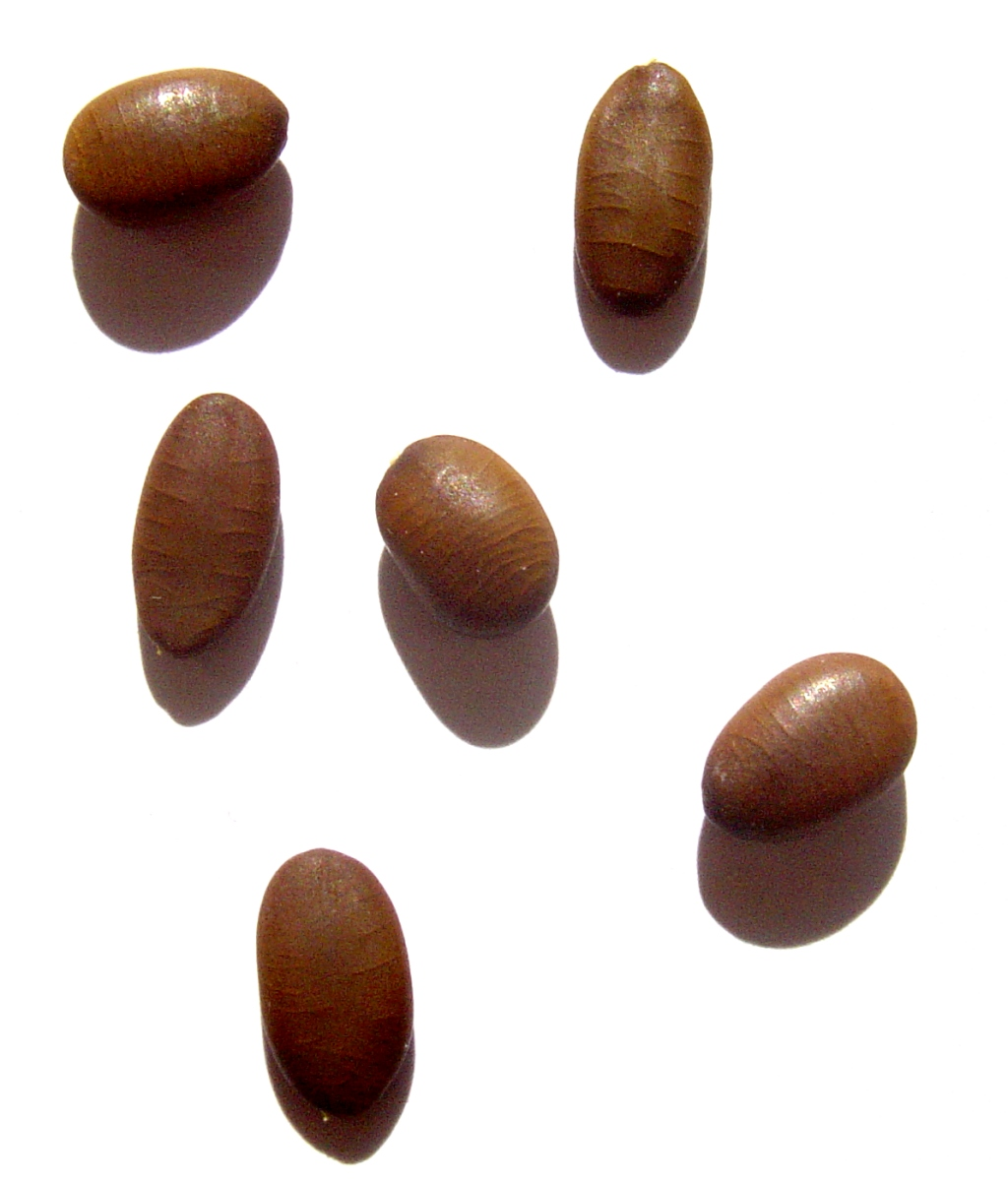
Samen von Gleditsia triacanthos
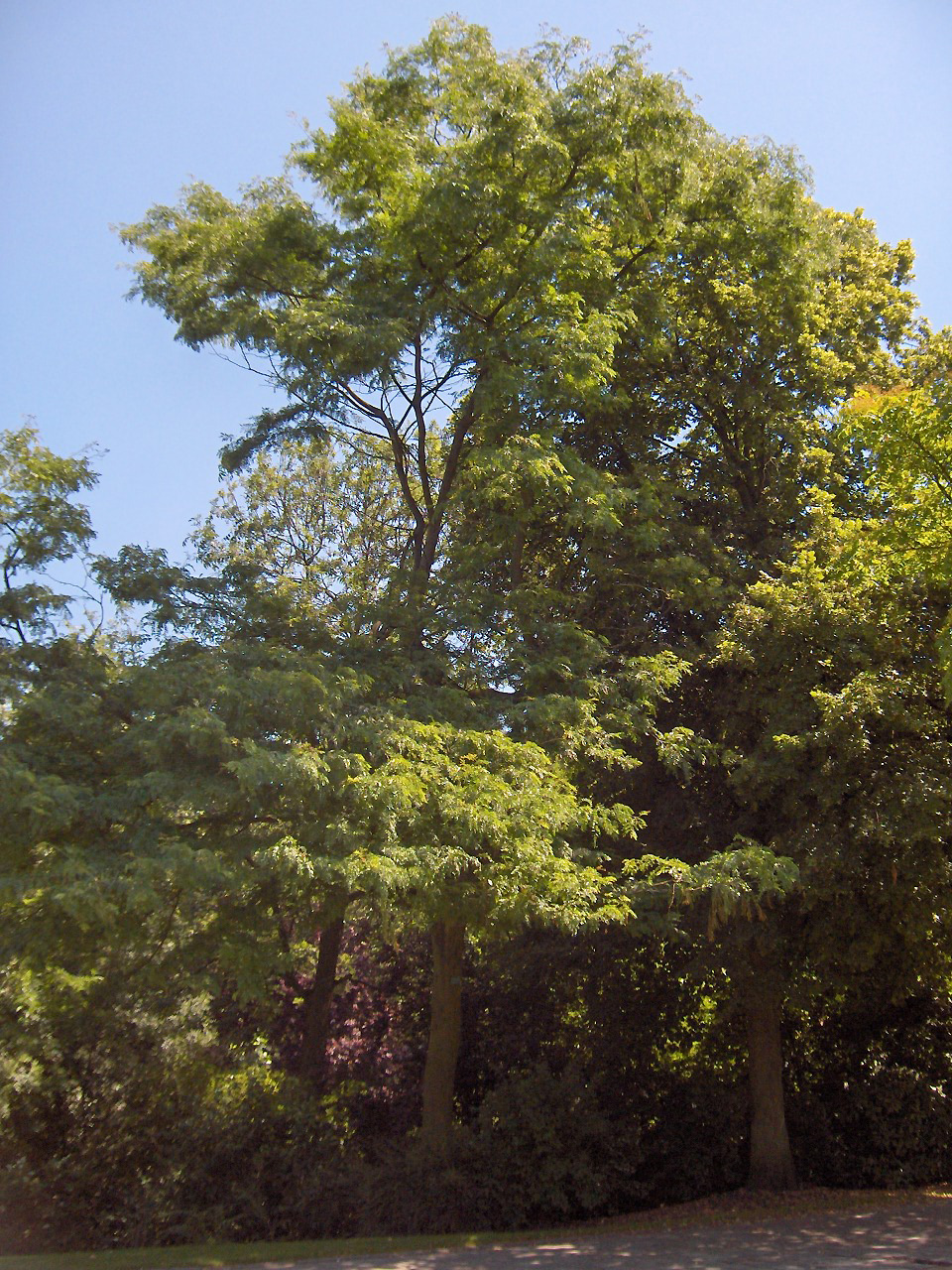
Erscheinungsbild eines ausgewachsenen Baums
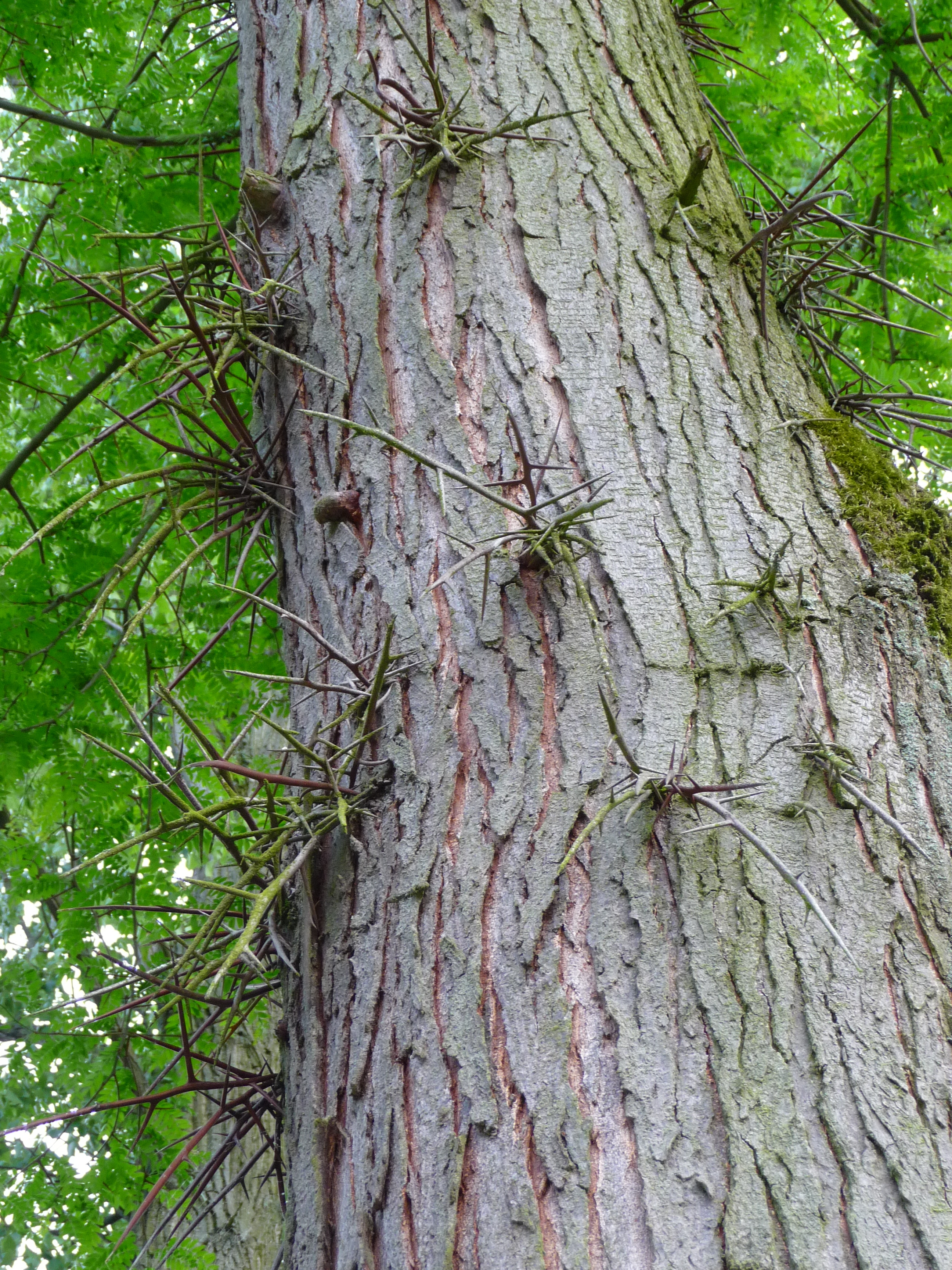
Stamm mit den typischen, verästelten Dornen

## Ökologie

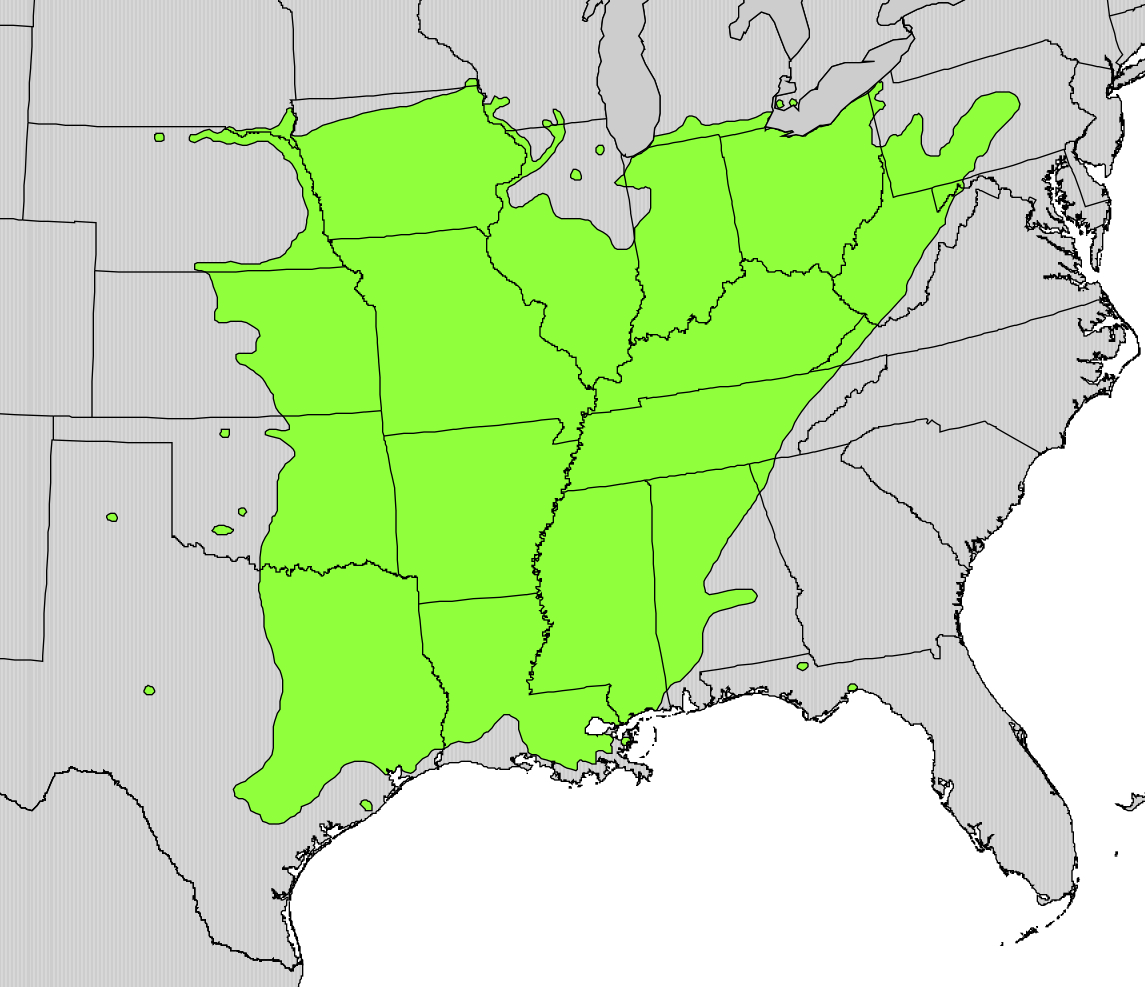
Verbreitungsgebiet

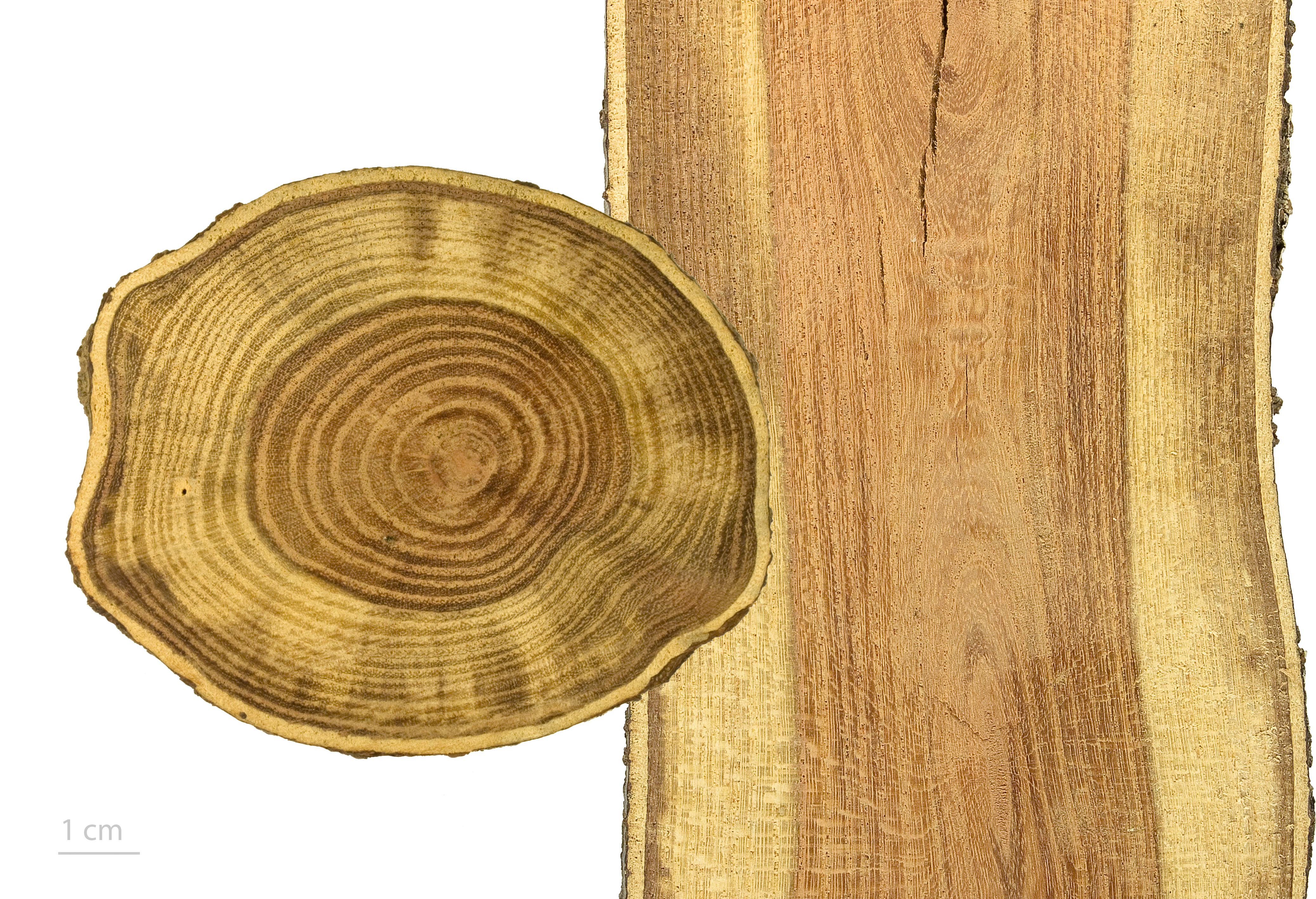
Holz im Quer- und Längsschnitt

Als Ausbreitungsstrategie nutzt die Amerikanische Gleditschie überwiegend die Verdauungsausbreitung oder sogenannte Endochorie. Die seit dem 16. Jahrhundert eingeführten Pferde und Hausrinder fressen die nahrhaften Hülsenfrüchte und breiten die unverdaulichen Samen über den Kot aus. Man vermutet, dass früher vor allem das Präriemammut sowie Mastodons und Riesenfaultiere an der Verbreitung dieser Baumart beteiligt waren.

## Verbreitung
Die Amerikanische Gleditschie ist in den zentralen und östlichen Teilen der USA beheimatet. In Südeuropa ist sie häufig eingebürgert, in Mitteleuropa sind Verwilderungen dagegen eher selten. In Deutschland wurde sie z. B. in Köln verwildert gefunden.

## Giftigkeit
Die Blätter gelten als giftig, die Samen und Früchte dagegen sind essbar.
Hauptwirkstoff in den Blättern ist das Triacanthin, von dem als Vergiftungserscheinungen Krämpfe sowie Atem- und Kreislaufstörungen beschrieben sind. Tatsächlich sind aber von den Blättern des Baumes bisher keine Vergiftungen bekannt geworden.

## Nutzung
Sie ist in Mitteleuropa völlig winterhart und wird hier häufig in Parks und Anlagen gepflanzt. Wegen ihrer Anspruchslosigkeit wird die Amerikanische Gleditschie in Mitteleuropa und Nordamerika (z. B. in New York City) gelegentlich auch als Straßenbaum verwendet.
Die Pulpa der Hülsenfrüchte und die Samen sind essbar. Das Holz ist hart und sehr haltbar, splittert aber leicht.

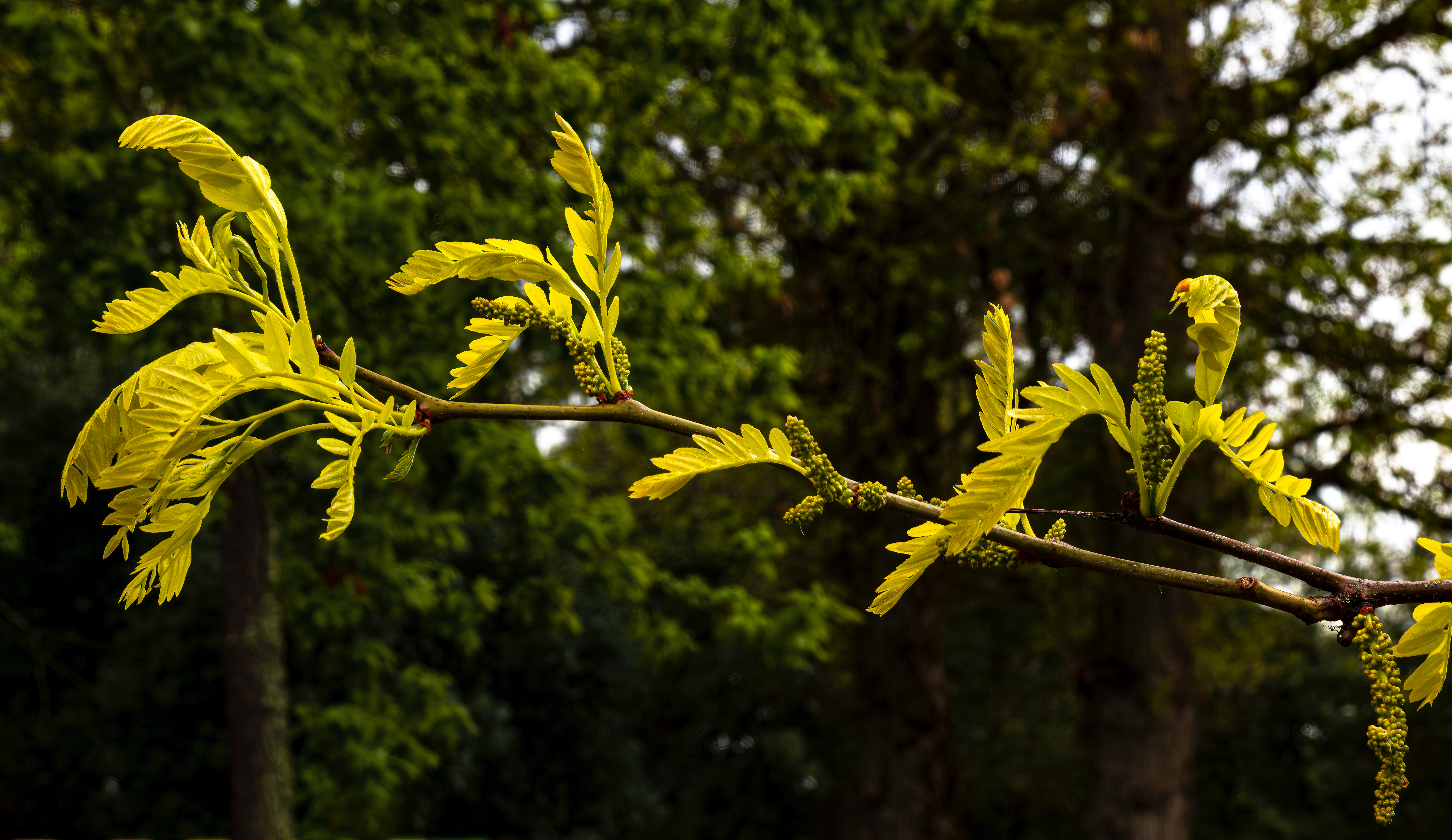
Gleditsia triacanthos 'Sunburst' – Blätter im Austrieb und Blütenstände

## Varietäten
Dornenlose Sorten dieser Art werden heute sehr gerne im Mittleren Westen der USA angebaut, wo nur sehr wenige Baumarten gedeihen. Eine weitere Verwendung in Mitteleuropa ist der urbane Raum (Straßen, Parks) mit besonderen Bedingungen.
- ‘Inermis’: Eine Sorte, bei der Stamm und Äste ohne Dornen sind; der Stamm ist tiefer gefurcht als beim Typ. In Parks und als Straßenbaum anzutreffen.
- ‘Sunburst’: Eine in den USA entstandene Form mit goldgelbem Austrieb, der alsbald deutlich nachgrünt.
- ‘Skyline’: Eine Sorte der ein strafferer Wuchs nachgesagt wird, welche häufig als Straßenbaum Verwendung findet.